# المملكة الرومانية
تشير المملكة الرومانية (باللاتينية: REGNVM ROMANVM) إلى فترة الحضارة الرومانية القديمة التي تتميز بنموذج الحكم الملكي لـحكومة مدينة روما ومقاطعاتها.
لم يجري التأكد سوى من قدر ضئيل من تاريخ المملكة الرومانية، حيث لم تتبقَ تقريبًا أي سجلات مكتوبة خلال هذه الفترة الزمنية، وكُتبت الأحداث التاريخية المتعلقة بها خلال فترتي الجمهورية والإمبراطورية واعتمدت إلى حد كبير على الأساطير. على أية حال، فقد بدأ تاريخ المملكة الرومانية مع التأسيس، والذي يرجع إلى عام 753 قبل الميلاد مع إنشاء مستوطنات حول تل البلاطين بطول نهر التيبر في وسط إيطاليا، وانتهى بالإطاحة بالملوك وإنشاء الجمهورية في حوالي عام 509 قبل الميلاد.

## المنشأ

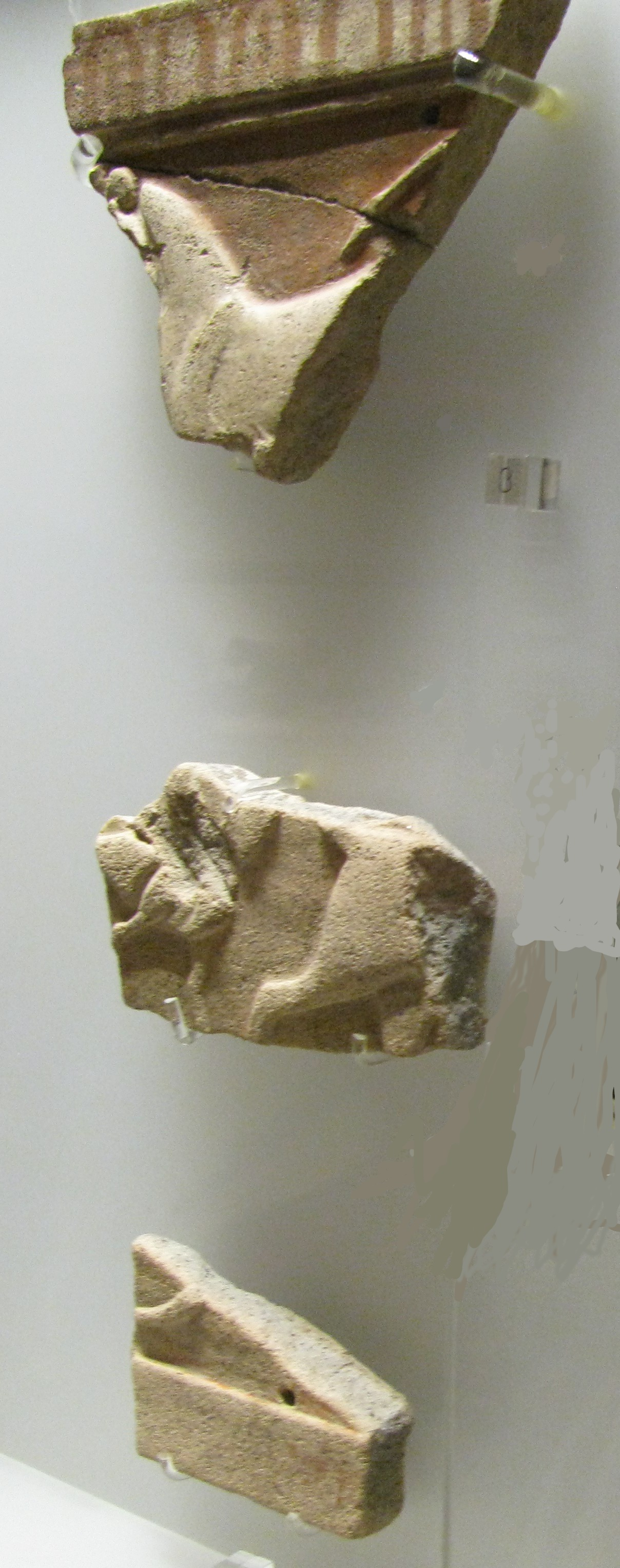
آثار رومانية

يتميز موقع تأسيس الملكية الرومانية والجمهورية النهائية والإمبراطورية بالأهمية وهي إمكانية عبور نهر التيبر. وقد شكل تل البلاطين والتلال المحيطة به مواقع يسهل الدفاع عنها في السهل الخصب الواسع المحيط بها. ومن ثم ساهمت جميع هذه الميزات في نجاح المدينة.
تذكر الرواية التقليدية للتاريخ الروماني، والتي استخدمها ليفي (Livy) وبلوتارخ (Plutarch) وديونيسيوس الهاليكارناسي (Dionysius of Halicarnassus) وآخرون، أن روما حكمها سبعة ملوك خلال فترة القرون الأولى. أما التقويم الزمني التقليدي، وفقًا لما صنفه ڤارو (Varro)، فكانت فترات حكم ملوكهم 243 عامًا، وهو بمعدل 35 عامًا تقريبًا، والذي تم حسابه بوجه عام من خلال الدراسات الحديثة، وذلك منذ عمل بارثولد جورج نيبور (Barthold Georg Niebuhr). وقد دمر الغال الكثير من السجلات التاريخية الخاصة بروما عند نهبهم المدينة بعد معركة أليا في عام 390 قبل الميلاد (ڤارونيان، ووفقًا لبوليبيس (Polybius) فقد وقعت المعركة في 387/6)، أما ما تبقى فقد ضاع في النهاية مع مرور الزمن أو التعرض للسرقة. وفي ظل عدم وجود أي سجلات معاصرة للمملكة، يجب أن تظل جميع حسابات الملوك مثار خلاف دقيق.

## رومولوس
كان رومولوس الأسطوري أول ملك لروما ومؤسس المدينة. بعد أن خلع هو وشقيقه التوأم ريموس ملك ألبا أموليوس وأعادوا العرش إلى شقيق الملك وجّدهما نيميتور، قرروا بناء مدينة في المنطقة حيث تم التخلي عنهم كأطفال. بعد مقتل ريموس في نزاع، بدأ رومولوس في بناء المدينة على تل بالاتين. وبدأ عمله في التحصينات. وسمح لرجال من جميع الطبقات بالقدوم إلى روما كمواطنين، بما في ذلك العبيد والحر دون تمييز. ينسب إليه إنشاء المؤسسات الدينية والقانونية والسياسية في المدينة. وتم إنشاء المملكة بإشادتاً بالإجماع على قيادته عندما دعا رومولوس المواطنين إلى مجلس لأهداف تحديد حكومتهم.
أنشأ رومولوس مجلس الشيوخ كمجلس استشاري بتعيين 100 من أكثر الرجال نبلاً في المجتمع. هؤلاء الرجال دعاهم بالباتريس patres (من كل الطبقات) ، وأصبح نسلهم هم الأرستقراطيون. لإبراز الأمر، أحاط نفسه مع الحاضرين، وخاصة الإثني عشر ضباط الأحكام. وأنشأ ثلاثة أقسام من الفرسان، تسمى قرون: رامنز (الرومان) ، وتايتس(بعد ملك سابين) ولوسريس (الأتروريين). كما قام بتقسيم السكان إلى 30 من رجال الأعمال، سميت على اسم 30 من نساء سابين اللواتي تدخلن لإنهاء الحرب بين رومولوس وتاتيوس. شكلت كوريا وحدات التصويت في المجالس الشعبية .
نمو منطقة المدينة خلال المملكة
كان رومولوس وراء واحدة من أكثر الأعمال سيئة السمعة في التاريخ الروماني، وهو الحادث المعروف باسم اغتصاب نساء سابين. لتقديم مواطنيه بالزوجات، دعا رومولوس القبائل المجاورة إلى مهرجان في روما حيث ارتكب الرومان عملية اختطاف جماعي للشابات من بين الحضور. خاضت عدة حروب في أعقابها. أخيرًا، بعد أن تدخلت النساء أنفسهن لإنهاء معركة لاكوس كورتيوس، انتهت الحرب الأخيرة - مع شعب سابين. واتحد الشعبان في مملكة مشتركة، مع رومولوس وملك سابين تيتوس تاتيوس وتقاسما العرش.
الإضافة إلى الحرب مع شعب سابين، شن رومولوس حربًا مع شعوب فديناتيس وفينيتس وغيرها. حكم لمدة سبعة وثلاثين أو ثمانية وثلاثين سنة.
وفقا للأسطورة، اختفى رومولوس في سن الرابعة والخمسين أثناء متابعة قواته في الحرم الجامعي مارتيوس. وورد أنه نُقل إلى جبل أوليمبوس وجعلوه إلهاً. بعد القبول المبدئي من قبل الجمهور، بدأت الشائعات والشكوك تنتشر حول الأعمال السيئة من قبل الأرستانيين. على وجه الخصوص، ظن البعض أن أعضاء من طبقة النبلاء قاموا بقتله، وقطعوا جسده، ودفنوه في أرضهم. تم وضع هذه جانباً بعد أن شهد أحد النبلاء المحترمين أن رومولوس جاء إليه في رؤية وأخبره أنه هو الإله كيرينوس. لقد أصبح، ليس فقط أحد آلهة روما الثلاثة الرئيسيين، ولكن أيضًا أصبح شعار المدينة نفسها.

## قائمة المصادر
Livy: Ab Urbe Condita.
Frank, Tenney: An Economic History of Rome. 1927.

## وصلات خارجية
- Patria Potestas: a view of suppressed matrilineality in the early legends of Rome
- The Kings of Rome
- Roman History
- "Legendary Kings"
- Nova Roma - Educational Organization about "All Things Roman"
- History of Rome podcasts History of Rome podcasts